# Karl-Hermann Neumann
Karl-Hermann Neumann (* 22. Mai 1936 in Morgendorf / Leitmeritz; † 13. Oktober 2009 in Trohe bei Gießen) war ein deutscher Agrarwissenschaftler und Biochemiker.

## Leben
Nach der Flucht von ihrem Bauernhof in Nordböhmen kam Neumanns Familie 1945 nach Bernburg in der Sowjetischen Besatzungszone. 1956 musste sie wiederum die DDR verlassen und nach Westdeutschland ziehen. Nach dem Abitur studierte Neumann Agrarwissenschaft an der Justus-Liebig-Universität Gießen. 1958 wurde er im Corps Starkenburgia aktiv. Ein Jahr verbrachte er in Kopenhagen. Als Diplom-Landwirt ging er 1960 zu Frederick Campion Steward an der Cornell University in Ithaca, New York. Nach Deutschland zurückgekehrt, promovierte er 1962 in Gießen bei Hans Linser. Er baute eines der ersten Institute für Pflanzenzellkulturen in Deutschland auf und habilitierte sich 1968. 1972 wurde er auf den Gießener Lehrstuhl für Biochemie und Pflanzenphysiologie berufen. Er war Dekan des Fachbereichs Haushalts- und Ernährungswissenschaften. 2002 wurde er mit einer Festschrift seiner Schüler emeritiert.

## Publikationen
- Plant cell and tissue culture. Springer, Berlin 2009